# Pseudochromis steenei
Pseudochromis steenei, thường được gọi là cá đạm bì Steene, là một loài cá biển thuộc chi Pseudochromis trong họ Cá đạm bì. Loài này được mô tả lần đầu tiên vào năm 1992.

## Phân bố và môi trường sống
P. steenei phân bố ở phía tây Thái Bình Dương, được biết đến tại Indonesia (từ đảo Bali đến đảo Flores) và phía bắc Úc. P. steenei thường sống xung quanh những khu vực có nhiều rạn san hô mọc trên đáy cát hoặc những mỏm đá ngầm có sự sinh sống của huệ biển, ở độ sâu khoảng từ 8 tới 100 m.

## Mô tả
P. steenei trưởng thành dài khoảng 12 cm và là loài dị hình giới tính. Cá mái chỉ có duy nhất một màu xám với một sọc mảnh màu trắng xanh dưới mắt, thân trên có nhiều chấm đen và sậm màu hơn thân dưới. Hầu hết cá mái của chi Pseudochromis đều có màu sắc như vậy. Thân trước của cá đực có màu vàng cam với một đốm đen ở mang, thân trên nhiều chấm nhỏ li ti, thân còn lại có màu xám; cũng có viền sau mắt như cá mái.
Vây hậu môn và vây bụng có dải màu tối, là đặc điểm phân biệt với loài Pseudochromis erdmanni. Pseudochromis moorei cũng có màu sắc như P. steenei, nhưng dải viền mắt của P. steenei rõ hơn.
Số gai ở vây lưng: 3; Số vây tia mềm ở vây lưng: 25 - 26; Số gai ở vây hậu môn: 3; Số vây tia mềm ở vây hậu môn: 14.
Thức ăn của P. steenei có lẽ là rong tảo và các sinh vật phù du nhỏ. Thường sống đơn độc hoặc thành đôi. Cũng như những con cá đạm bì khác, chúng rất hung hăng và có tính lãnh thổ cao.